# Mer de Mawson
La mer de Mawson est une mer de l’océan Indien située près de l'Antarctique. Elle a été nommée d'après l'explorateur Douglas Mawson.